# Trichesthes brevidens
Trichesthes brevidens är en skalbaggsart som beskrevs av Bates 1888. Trichesthes brevidens ingår i släktet Trichesthes och familjen Melolonthidae. Inga underarter finns listade i Catalogue of Life.